# Alexander Müllenbach
Alexander Müllenbach (auch: Mullenbach; * 23. Januar 1949 in Luxemburg) ist ein luxemburgischer Komponist, Dirigent und Pianist.

## Leben und Wirken
Müllenbach hatte seit seiner Kindheit Klavierunterricht. Er besuchte das Musikkonservatorium seiner Heimatstadt, war in Metz Schüler von Marcel Mercier und am Pariser Konservatorium von Pierre Sancan (Abschluss 1969 als Bester der Klavierabteilung). An der Universität Mozarteum Salzburg studierte er Klavier, Kammermusik, Musiktheorie, Tonsatz und Komposition u. a. bei Gerhard Wimberger, Cesar Bresgen und Bogusław Schaeffer. 1980 schloss er das Studium mit dem Diplom im Fach Komposition ab.
1971 wurde Müllenbach Professor für Klavier am Konservatorium von Luxemburg. 1981 gründete er hier eine Kompositionsklasse, aus der Komponisten wie Jan Emanuel Abras, Claude Lenners und Camille Kerger hervorgingen. Seinem Bestreben, das luxemburgische Musikleben auf internationales Niveau zu heben folgend, gründete er 1983 die Lëtzebuerger Gesellschaft fir Nei Musek, deren Präsident er bis 1994 war. Sie vergibt u. a. Aufträge an luxemburgische Komponisten und organisiert Uraufführungen und Musikwettbewerbe.
1994–1995 war Müllenbach künstlerischer Leiter der Incontri di Siracusa, von 2000 bis 2007 Präsident des Conseil Supérieur de la Musique in Luxemburg. Ab 2002 war er Leiter der Internationale Sommerakademie Mozarteum Salzburg, ab 2007 künstlerischer Leiter des Internationalen Festivals Echternach. Er gab zudem Meisterkurse in mehreren Ländern Europas, wirkt als Juror in Wettbewerben mit und tritt als Pianist und Dirigent auf.
Für die Salzburger Festspiele komponierte Müllenbach 1986 Stimmen der Nacht für Mezzosopran nach Gedichten von Georg Trakl, für den Steierischen Herbst 1987 Evasion für Klarinette, Cello und Orchester. Im Auftrag der Philharmonie Luxemburg entstand 2007 Opal – für Orchester. Ein Konzert für Marimba und Orchester komponierte Müllenbach 2008 als Auftragswerk des Internationalen Marimba-Wettbewerbs Mozarimba. Bei den Salzburger Kulturtagen wurde 2009 sein  Dark Crystal – für großes Orchester aufgeführt.